# Ałchadżakient
Ałchadżakient (ros. Алхаджакент) – wieś w Rosji, w Dagestanie, w rejonie kajakienckim. W 2021 liczyła 1897 mieszkańców, głównie Kumyków.